# Грб општине Лебане
Грб општине Лебане постоји у три нивоа.

## Концепција грба Општине Лебане
Основни концепт хералдичке композиције који је примењен у предложеном решењу заснива се на следећем:
Графички је реализован грб до нивоа великог грба.
Правила и традиција српске територијалне хералдике наводе: под изразом велики грб, мисли се на штит са бедемском круном, држачима, стеговима, постаментом и осталим параферналијама;
Средњи грб је штит са хералдичком композицијом који надвисује одговарајућа бедемска круна и трака са девизом или именом титулара као и одликовања;

### Основни грб
Основни или мали грб је израз који се користи за основну хералдичку композицију штита без параферналија и који се као такав користи у свим приликама. На њему је представљен штит са грбовном сликом чији блазон (хералдички опис грба) гласи: „На плавом источна капија Царичиног града златна изнад таласасте греде сребрне, све испод два љиљана златна“.

### Средњи грб
Средњи грб општине Лебане је у ствари Основни грб допуњен параферналијама тј. додатним садржајима изван штита. Штит је надвишен златном бедемском круном без видљивих мерлона (зуба) који представљају територијалну јединицу која хералдички говори да се ради о територији са 20.000 – 25.000 становника. Златна боја бедемске круне означава и престони, царски град. Испод штита је постављена лента (свитак) на којој је исписан назив Општине.

### Велики грб
Велики грб је у ствари пуно хералдичко знамење општине. На њему је у средини основни грб (штит) а око штита су још представљена и два држача (чувара) – десно Свети Цар Јустинијан I и лево Свети Великомученик Димитрије. Они држе два копља природна окована златно, са којих се вију у, опшивене златним ресама, народна застава Србије десно и општине Лебане лево, а испод свега свитак са именом Општине.

## Символизам грба општине Лебане
Основне боје амблема Лебана су коришћене на овом новом, хералдички потпуно исправним знамењима, грбу и застави. На овај начин је успостављен континуитет са до сада важећим амблемом.
Најзначајнија историјска грађевина (комплекс) на територији наше општине је Јустинијана прима, Царичин град, и источна капија је најпрепознатљивији део комплекса. Стављање Источне капије на грб и заставу општине има за циљ да промовише Општину Лебане, као општину са дугом и значајном традицијом, туристичку промоцију општине и побољшање визуелног идентитета општине Лебане.
Сребрна (бела) валовита греда представља речне токове (Јабланицу).
Два златна љиљана су унета на грб Краљевине Србије као симбол њеног континуитета са династијом Немањића. Златни љиљани се налазе на грбу Републике Србије, те се налазе и на грбу општине, представљајући припадност општине Лебане Србији као надређеној територијалној целини а такође, застава Србије је представљена и на Великом грбу општине, како је правило и пракса у српској хералдици. Љиљан у хришћанству симболизује чистоту и часност.
Постамент је зелене боје, планинских контура, што симболизује шумовите обрисе Радан планине. Зелено представља и пољопривредну производњу на територији општине Лебане.
Боје представљене на грбу општине Лебане, симболички представљају:
- Златна боја (Or), односно Жута - великодушност
- Плава боја (Аzure) - оданост и истина
- Зелена боја (Vert) - нада, радост

Право коришћења регулисаће се Одлуком о употреби имена, грба и заставе општине Лебане.

## О општинским грбовима
Одређен број општина, дакле, не поседује историјске грбове, али би када је год то могуће, требало да се усвоје и баштине сопствена административна и територијална знамења, поштујући хералдичке принципе, а посебно квалитетно и трајно наслеђе у погледу композиције елемената градских и територијалнох грбова - у нас афирмисано читавим низом нових градских и општинских грбова усвојених у периоду од 1993. године до данас, чему је велики допринос дао Одбор за Хералдичке и Генеалошке Студије Центра за Истраживање Православнога Монархизма.
Једна од основа тог стандарда је и постојање вишестепеног грба - чест случај у хералдици. Општине тако грб користе у два или три нивоа, у зависности од потребе и степена службености, али то нису различити грбови, већ један грб који у зависности од потребе има додане спољне елементе тзв. параферналије.
Основни грб, хералдичка композиција на штиту, најужи је могући појам хералдичке композиције. Као грбу опште примене функција му је да хералдичким средствима пружи основне податке о општини, успостави њен хералдички и препознатљиви визуелни идентитет, а истовремено избегне визуелно усложњавање уношењем додатних елемената.
Средњи грб, који службено користе органи општине, је у ствари основни грб, допуњен параферналијама тј. додатним садржајима изван штита. Они нису обавезни, али појачавају визуелни осећај целине.
Велики грб је у ствари пуно хералдичко знамење општине. На њему се најчешће, као држачи штита јављају знамените или историјске личности са територије општине, Светитељ чију славу општина прославља или Светитељ који је оснивач, заштитник општине. У овом случају су Свети Цар Јустинијан I и Свети Великомученик Димитрије.
Израда симбола једне територијалне јединице, попут општине је сложен и дуготрајан процес, у коме се морају поштовати и уважавати историјске чињенице и хералдичка правила. Процес израде грба, због своје сложености изискује потребна знања о хералдици, науци о грбовима, одређено време за истраживање историјских и културолошких чињеница о територији за коју се израђује грб.